# 왜소 타원 은하
왜소 타원 은하(矮小 楕圓 銀河, dwarf elliptical galaxy, dE)는 일반적인 타원 은하에 비해 매우 작은 타원 은하이다. 이들은 dE로 분류되고, 은하군과 은하단에서 꽤 흔하게 찾아볼 수 있다. 다른 은하의 위성 은하로 자주 관측된다.

## 예
가장 가까운 왜소 타원 은하로는 안드로메다 은하의 위성 은하인 M32가 있다. 1944년 발터 바데는 NGC 147과 NGC 185를 구성하는 개개의 별들을 분석하여 이 두 천체가 국부 은하군을 구성하는 왜소 타원 은하임 확인했다. NGC 147과 NGC 185에서 발견된 별들은 이들 왜소 타원 은하가 매우 가까이 있었기 때문에 발견할 수 있었다. 또 1950년대에, 가까운 화로자리 은하단과 처녀자리 은하단에서 왜소 타원 은하가 발견되었다.

## 거대 타원 은하와 비교할 때
왜소 타원 은하의 청색 절대 등급은 -18 등급 < M < -14 등급으로, 거대 타원 은하보다 희미하다. 거대 타원 은하의 표면밝기 분포는 드 보클레르 법칙에 의해 설명될 수 있지만, 왜소 타원 은하는 표면밝기 분포가 거리에 따라 기하급수적으로 감소하고 있다. 그러나, 두 유형 모두 더 일반적인 법칙인 서식의 법칙에 의해 동일하게 잘 설명될 수 있다. 서식의 법칙에서, 광도에 대한 함수인 서식 지수(Sersic index)와의 연관성은 왜소 타원 은하와 거대 타원 은하가 단일 시퀀스에 속하고 있음을 시사하고 있다. 그보다 훨씬 희미하고, 타원 비스무리한 은하는 왜소 구형 은하라고 불리며, 타원 은하와는 완전히 다르다.

## 기원에 관한 두 가설
왜소 타원 은하는 원시적인 천체다. 최근에 크게 지지받는 Λ-CDM 모형에서, 암흑물질과 가스를 포함하고 있는 작은 천체는 가장 먼저 형성되었다. 이들 간에 작용하는 중력으로 인해, 이들 일부는 합쳐져 병합하여 더 큰 천체를 형성한다. 더 많은 병합은 더 무거운 천체로의 진화를 이끌게 된다
이 병합 과정은 "계층적 병합"이라고 불리고, 오늘날의 은하로의 진화를 이끌었을 것으로 추정된다. 만약 이 가설이 정확하다면, 왜소 은하는 오늘날 거대 은하의 빌딩 블럭에 해당된다.
대안 가설은 왜소 타원 은하가 은하단 내의 거대 은하와 중력 상호작용을 반복함으로써 둥근 모양으로 바뀐 작은 질량의 나선 은하의 잔해라고 한다. 이 중력 상호작용에 의한 은하의 형태 변화 과정은 "은하 학대"라고 불린다. 마지막 가설에 대한 증거가 나선 은하의 항성 원반과 나선팔에서 발견되었다. 원반과 나선팔에 관한 대안 가설은 변형된 나선 은하의 원래의 항성 원반의 수정된 버전이다. 마찬가지로, 작은 원반 및 나선팔의 잔해는 "학대당한" 왜소 타원 은하 내에 단단히 박히게 된다.

## 같이 보기
- 왜소 은하
- 왜소 구형 은하
- 왜소 나선 은하
- 타원 은하
- 은하 형태 분류
- 불규칙 은하